# NGC 147
NGC 147 (ook wel PGC 2004, UGC 326, MCG 8-2-5, ZWG 550.6 of DDO 3) is een dwergsterrenstelsel in het sterrenbeeld Cassiopeia. NGC 147 maakt deel uit van de Lokale Groep en is een satelliet van de Andromedanevel (M31). Het vormt verder een paar met NGC 185, een andere satelliet van M31. NGC 147 staat op ongeveer 2,4 miljoen lichtjaar van de Aarde.
NGC 147 werd op 8 september 1829 ontdekt door de Britse astronoom John Herschel.